# 목감휴게소
목감휴게소(牧甘休憩所, Mokgam Service Area)는 경기도 시흥시 목감동에 위치한 서해안고속도로의 고속도로 휴게소이다. 서울 방향의 마지막 고속도로 휴게소이다. 서울 방향에만 휴게소가 존재한다. 개장 당시에는 간이 휴게소로 운영되었으나, 2021년 7월 31일부터 고속도로 이용고객 편의향상 사업의 일환으로 휴게소 확장 공사로 인해 임시 폐쇄되었으며 2023년 2월 정식 휴게소로 재개장할 예정이었다. 그러나 2022년 8월에 부지 확장 공사가 완료되고, 휴게소 사업자가 신축 공사를 추진해야 하는데, 휴게소 사업자가 사업권을 포기함에 따라 휴게소는 짓지 못한 채, 현재까지 빈 땅만 남아 있다.

## 시설
- 현재 모든 시설 철거됨.

## 전후
- 조남 분기점→목감휴게소→목감 나들목
- 매송휴게소→목감휴게소→고속도로 종점